# Samfundet Ehrensvärd
Samfundet Ehrensvärd, Ehrensvärdsamfundet (finska: Ehrensvärd-seura), är ett finländskt sällskap som bildades 1921 med uppgift att befrämja omvårdnaden av fästningen Sveaborg utanför Helsingfors och att öka kännedomen om dess historia. 
Samfundet Ehrensvärd har grundat Ehrensvärdmuseet på Vargön och hopbragt samlingar av minnen som belyser det gustavianska tidevarvets kultur och fästningens och skärgårdsflottans historia. Samfundet är uppkallat efter Augustin Ehrensvärd.